# Bandera de Lisboa
La Bandera de Lisboa es la histórica jironada de cuatro partes negras y cuatro blancas, cordones y borlas de plata y negro, bandas, y las armas de oro en el centro de la ciudad. Es también conocida como "Bandera de San Vicente". Los primeros que la usaron fueron los dominicos (orden religiosa); en la Edad Media las autoridades de Portugal la empezaron a usar y finalmente la convirtieron en la bandera de su capital. En el centro se sitúa el escudo de la ciudad. La bandera de Lisboa es una de las más antiguas de Europa aún en uso.
La bandera ceutí es muy semejante a la lisboeta; precisamente debido a que Ceuta fue parte del imperio portugués.